# Arena Narodowa
Arena Narodowa (rum. Arena Națională) – stadion narodowy Rumunii w Bukareszcie.

## Historia
Zakończenie prac budowlanych nastąpiło w 2011 roku. Odbywają się tu mecze reprezentacji Rumunii oraz mecze finałowe o Puchar Rumunii. Stadion ma pojemność 55 200 miejsc, a po rozbudowie może mieć 63 tys. Jest to pierwszy w Rumunii stadion pięciogwiazdkowy. W 2008 roku rozebrano stary stadion Lia Manoliu, który został otwarty w 1953 roku i mógł pomieścić 60 tys. widzów. 9 maja 2012 roku na stadionie tym odbył się finał Ligi Europy UEFA pomiędzy Atlético Madryt i Athletic Bilbao, drużyna z Madrytu wygrała 3−0.
Pierwszym zdobywcą gola na tym stadionie był Kolumbijczyk Radamel Falcao García Zárate.
Na sześciu kondygnacjach, których ogólna powierzchnia wynosi 108 000 m² zostały usytuowane sale konferencyjne, restauracje oraz garaże podziemne. Obiekt został wyposażony w rozsuwany dach. Architektonicznie obiekt może przypominać Stadion Narodowy w Warszawie. Polskim akcentem na stadionie są krzesełka wyprodukowane i dostarczone przez polską markę Forum Seating należącą do Grupy Nowy Styl z Krosna.
Patronką stadionu jest Lia Manoliu, rumuńska dyskobolka, która podczas XIX Letnich Igrzysk Olimpijskich w Meksyku w 1968 roku zdobyła złoty medal.
Stadion był jedną z aren goszczących mecze Euro 2020. Przed turniejem poprawiono stadionowe oświetlenie i stadionowy system monitoringu; wymieniono także około 10 000 krzesełek.

## Galeria

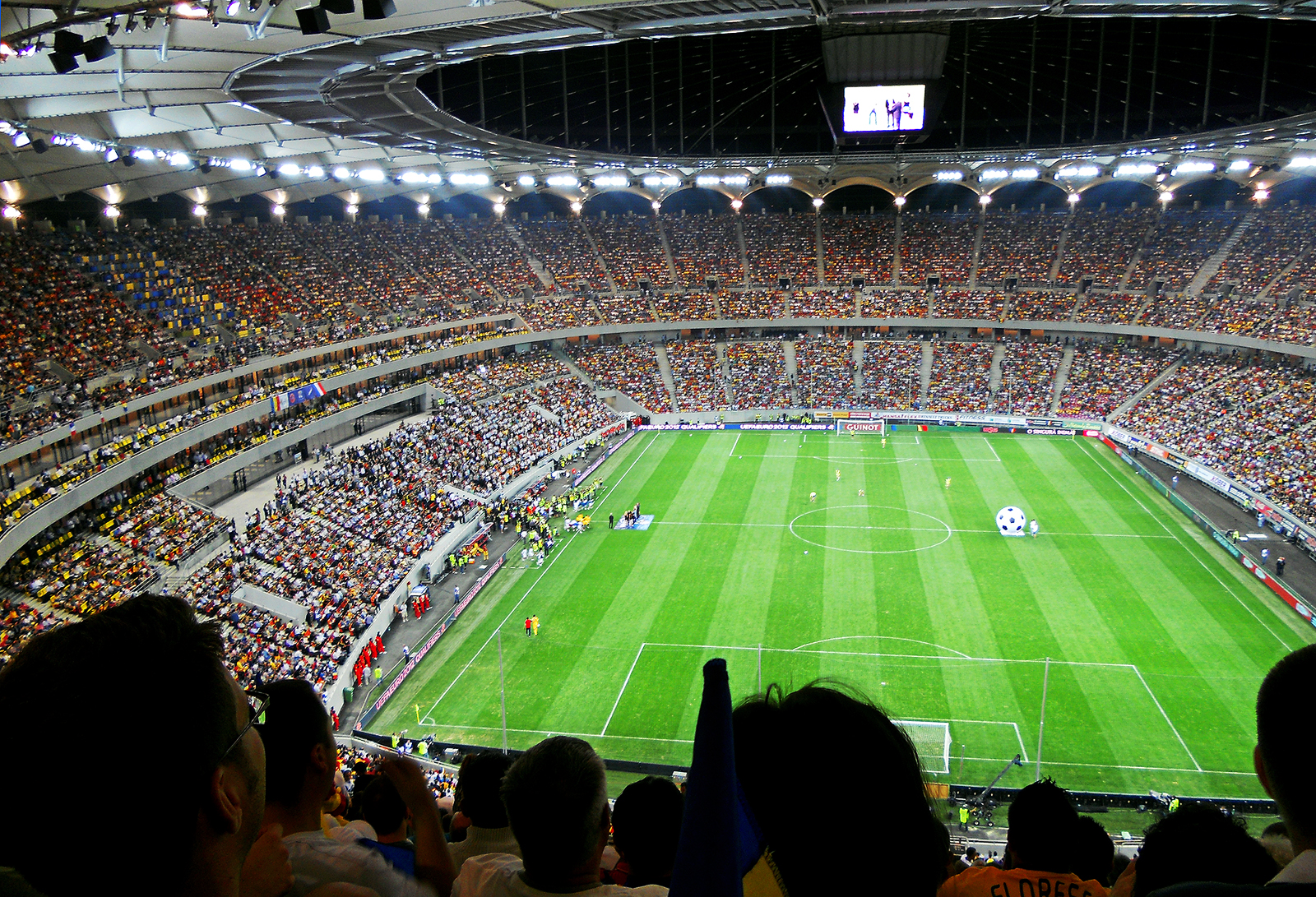
Mecz otwarcia Rumunia – Francja
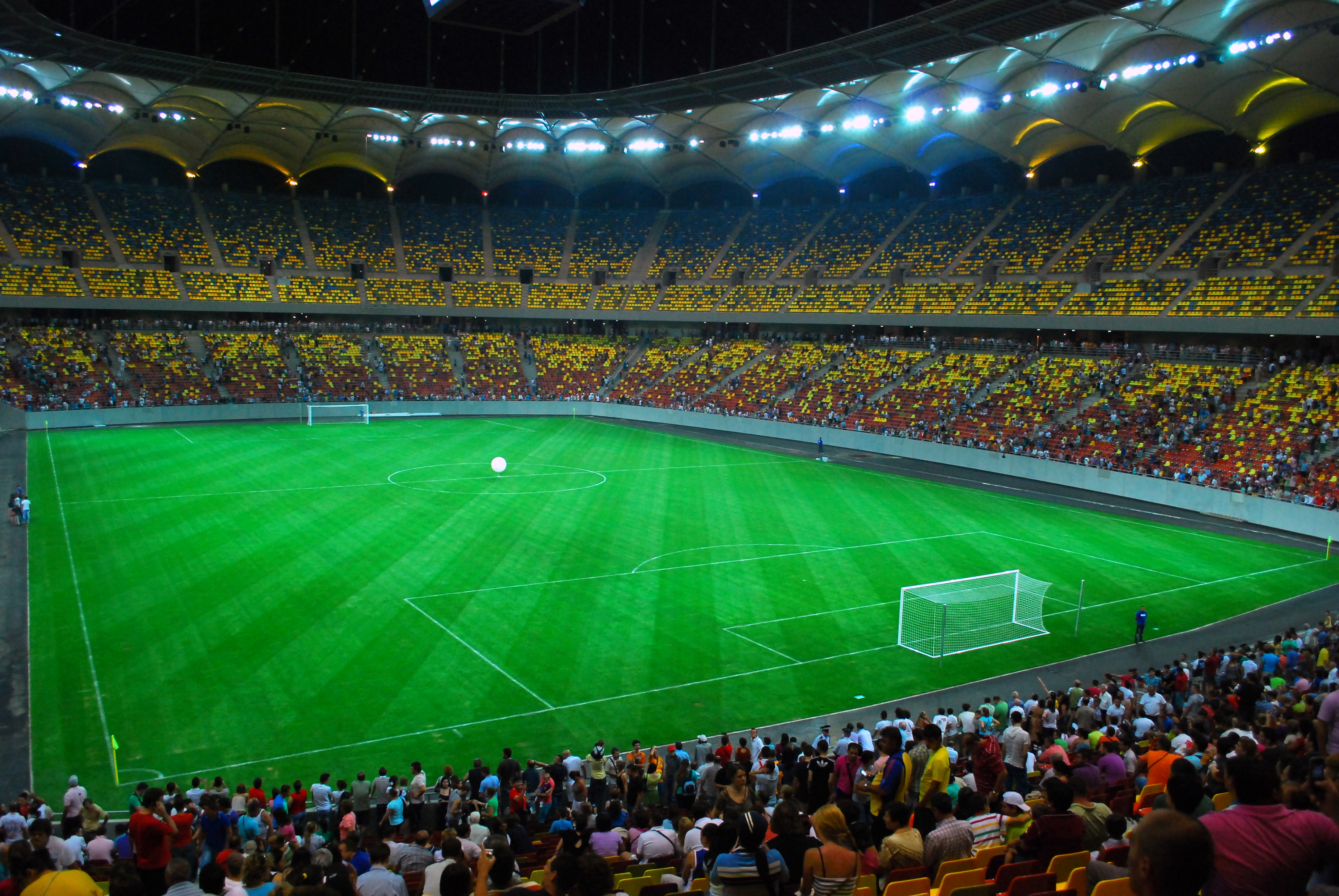
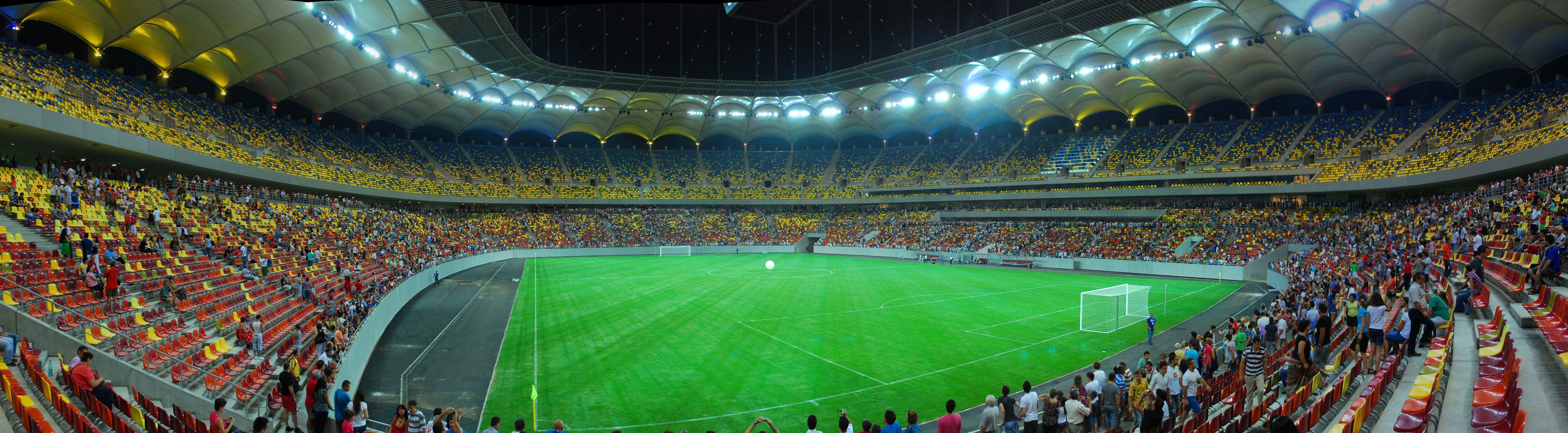
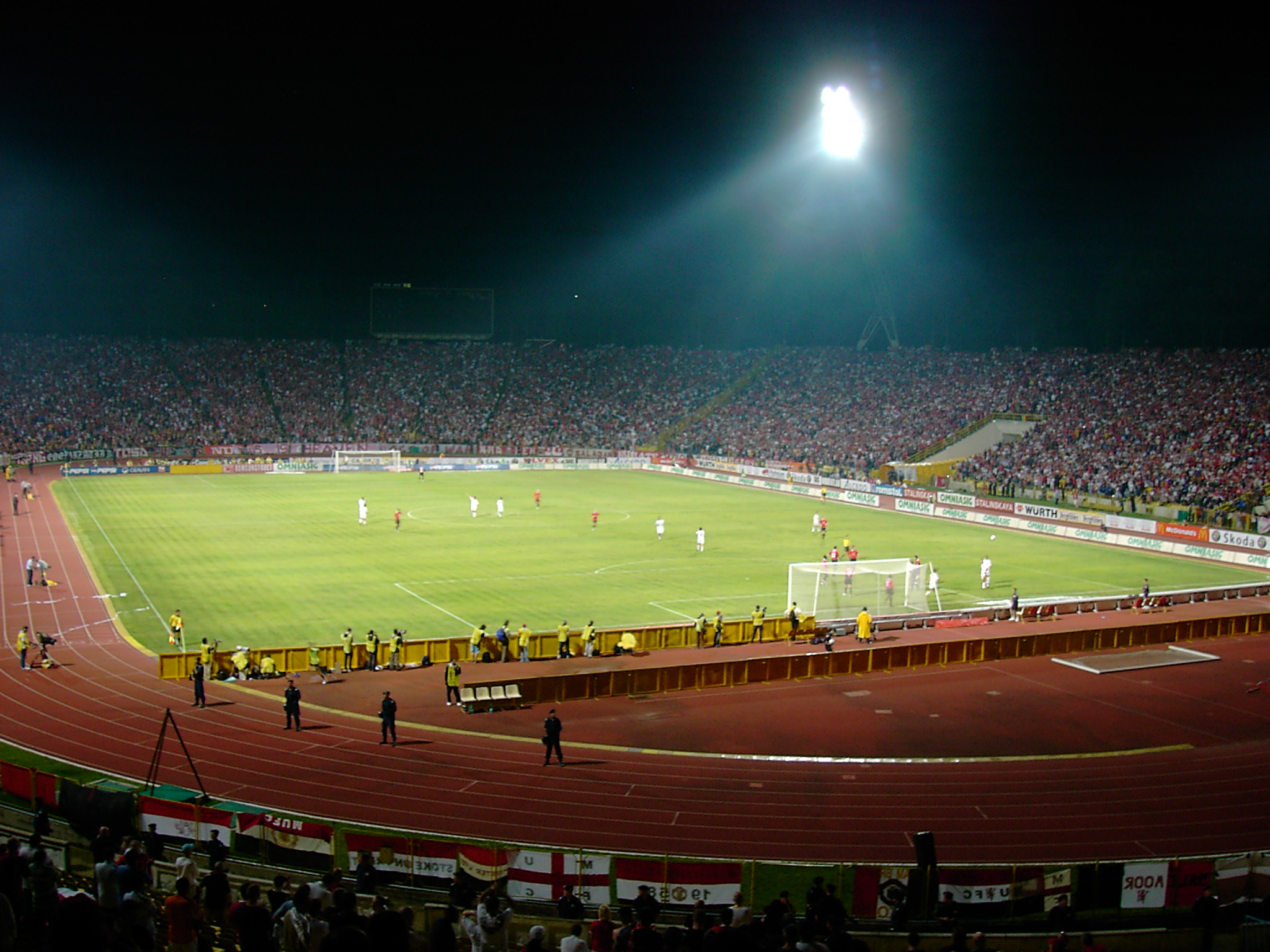
Dawny stadion Lia Manoliu